# ميخائيل كولتون
ميخائيل كولتون (بالإنجليزية: Michael Colton)‏ هو كاتب سيناريو أمريكي، ولد في 7 أبريل 1975 في كامبريدج في الولايات المتحدة.

## وصلات خارجية
- ميخائيل كولتون على موقع IMDb (الإنجليزية)
- ميخائيل كولتون على موقع قاعدة بيانات الفيلم (الإنجليزية)